# Stillorgan
Stillorgan (forma anglicizzata) o Stigh Lorgan (in irlandese) è una località della Repubblica d'Irlanda. Fa parte della contea di Dún Laoghaire-Rathdown, nella provincia di Leinster.